# Branden i Moskva 1812
 Branden i Moskva 1812 syftar på den stadsbrand som drabbade Moskva mellan 14 och 18 september 1812, då en stor del av staden brann ned i samband med att staden ockuperades av den franska armén under Napoleon efter Slaget vid Borodino under Napoleons ryska fälttåg. Branden bröt ut strax före det franska intåget i staden, då de ryska trupperna utrymde den och strax efter att större delen av stadens befolkning hade evakuerats. Den bedöms initialt ha orsakats av ryska sabotörer. Den resulterade i att nästan hela staden brann ned.